# Josef Christian Zedlitz

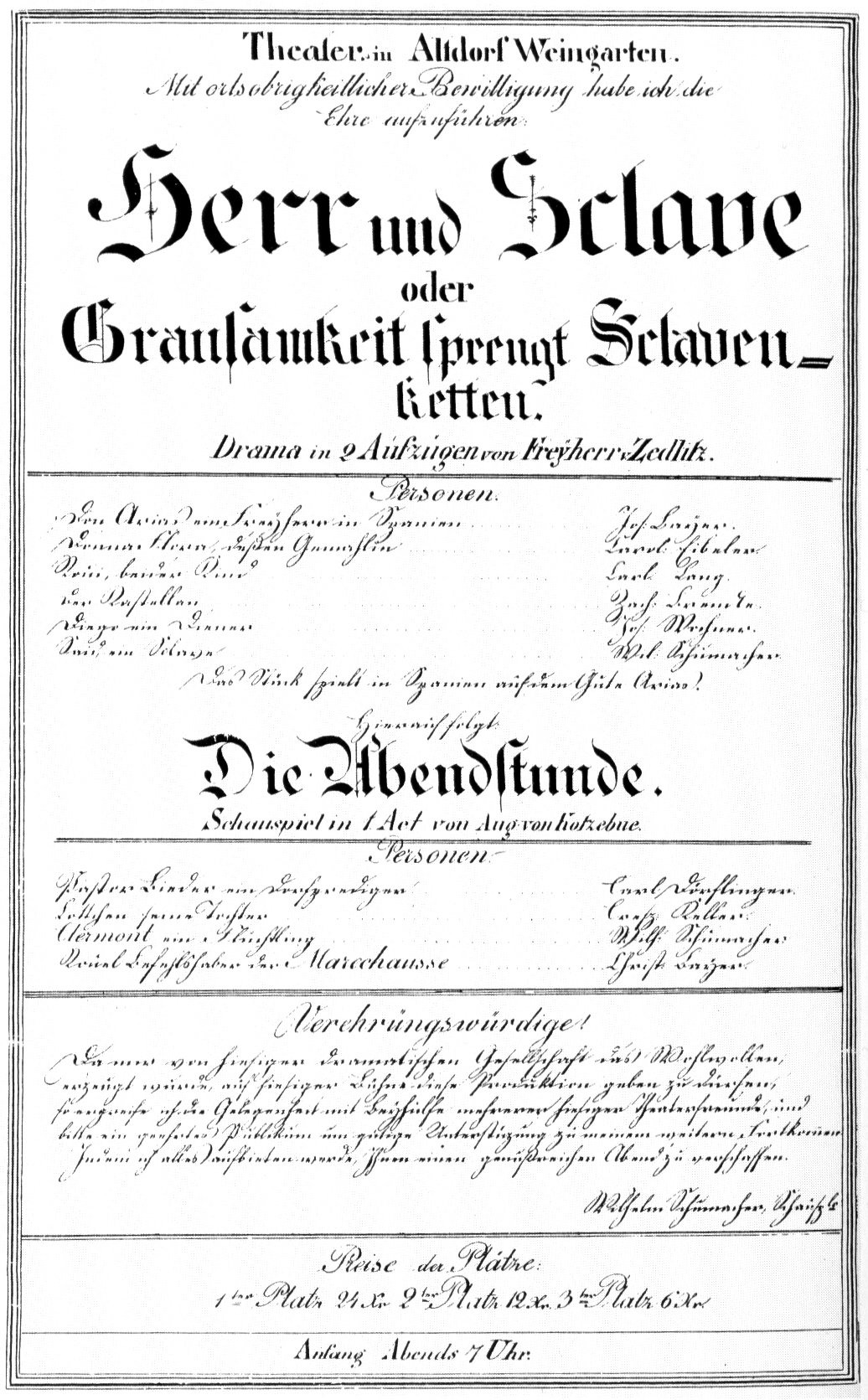
Dílo: Herr und Sclave oder Grausamkeit sprengt Sclavenketten (1840)

Philipp Gotthard Joseph Christian Karl Anton von Zedlitz und Nimmersatt, také Joseph Christian baron von Zedlitz (2. března 1790, Jánský Vrch – 16. března 1862, Vídeň) byl slezský a rakouský diplomat, politik a německy píšící básník a dramatik.

## Život
Joseph Christian von Zedlitz se narodil na zámku Jánský Vrch do rodiny zámeckého hejtmana Karla von Zedlitze a jeho ženy, hraběnky z rodu Schlegenbergů. Dětství prožil v okolí rodného zámku a později byl poslán studovat do Vratislavi. Zde se seznámil s básníkem Josephem von Eichendorffem, který se stal jeho dobrým přítelem. Roku 1806 zanechal studií a narukoval do armády k husarskému pluku arcivévody Ferdinanda. Jako důstojník tohoto pluku bojoval roku 1809 v bitvách u Řezna, Aspern a Wagramu proti napoleonské armádě.
V roce 1811 získal po svatbě s baronkou Ernestinou von Liptay značný majetek v Banátu, čímž získal finanční nezávislost a mohl se věnovat literární tvorbě. Poté, co jeho manželka zemřela roku 1836 na choleru, se přestěhoval na trvalo do Vídně a nastoupil do státních služeb pod ministra Metternicha. Od roku 1848 žil střídavě v Aussee a Linci. Roku 1851 se vrátil zpět do státních služeb.
Joseph Christian von Zedlitz trpěl celý život dýchacími problémy, od kterých mu nepomohly ani návštěvy lázní v Karlových Varech. Zemřel roku 1862 a jeho hrob se nachází v řadě takzvaných Čestných hrobů na Vídeňském ústředním hřbitově. V roce 1891 byl na náměstí v Javorníku odhalen Zedlitzův pomník, který byl ovšem po druhé světové válce odstraněn. Zachovala se z něj pouze bronzová busta, která je v dnešní době v majetku městského muzea v Javorníku.

## Vyznamenání
- Rytířský kříž Řádu svatého Štěpána
- bavorský Maxmiliánův řád pro vědu a umění
- Řád Ludvíkův

## Výběr z díla
- básně[4]
  - Věnce mrtvých (sbírka, 1828)
  - Vojenská knížečka (sbírka, 1848, digitalizováno)
  - Loupežníkova žena
  - Lesní slečna (1843, digitalizováno)
  - překlady básní Lorda Byrona do němčiny
- dramata
  - Láska nalézá své cesty
  - Královnina čest
  - Vězení a koruna